# تاتسويا كوجما
تاتسويا كوجما (باليابانية: 古島 竜也) (مواليد 25 يونيو 1976)، هو لاعب كرة قدم سابق كان يلعب كلاعب وسط.